# Сухарєв Сергій Володимирович
Сергій Володимирович Сухарєв (рос. Сухарев Сергей Владимирович; 13 березня, 1981, Єрмишинський район, Рязанська область, РРФСР, СРСР — 15 березня 2022, Київська область, Україна) — російський офіцер, полковник Збройних сил РФ, командир 331-го гвардійського парашутно-десантного полку 98-ї гвардійської повітряно-десантної дивізії (2021—2022). Загинув під час повномасштабного вторгнення РФ в Україну.

## Біографія
Після закінчення Єрмишинської середньої школи в 1998 році вступив до Рязанське гвардійське вище повітрянодесантне командне училище імені генерала армії В. Ф. Маргелова, яке закінчив 2003 року. Після закінчення цього училища був розподілений у 104-й гвардійський десантно-штурмовий Червонопрапорний ордена Кутузова полк 76-ї гвардійської десантно-штурмової Чернігівської Червонопрапорної ордена Суворова дивізії, де обіймав посади від командира взводу до командира 1-го десантно-штурмового батальону.
Брав участь у військовій операції у Кодорській ущелині під час російсько-грузинської війни 2008 року[джерело?].
За даними полковника ЗСУ і військового блогера Анатолія Штефана і блогера Романа Туровця, Сухарєв в 2014 році був командиром батальйонно-тактичної групи 331-го гвардійського парашутно-десантного полку, і особисто керував розстрілом колони військовослужбовців, які виходили «зеленим коридором» з-під Іловайська.
В 2016 році закінчив Загальновійськову академію ЗС РФ. Після цього був призначений на посаду заступника командира 31-ї окремої десантно-штурмової бригади в Ульяновську.
Станом на 2020 рік був у званні підполковника.
16 жовтня 2021 року був призначений на посаду командира 331-го гвардійського парашутно-десантного полку 98-ї гвардійської повітряно-десантної дивізії з Костроми.
У січні 2022 року брав участь в операції ОДКБ в Казахстані. Згідно з його інтерв'ю, перебував там із полком 10 діб, де військова частина взяла під контроль ТЕЦ Алмати.
У 2022 році підрозділи 331-го гвардійського парашутно-десантного полку брали участь у повномасштабному вторгненні РФ в Україну. 17 березня 2022 року стало відомо про загибель самого Сухарєва в Україні.

## Нагороди
- Герой Російської Федерації (березень 2022, посмертно) — 22 березня 2022 року, під час траурної церемонії прощання в Палаці молоді в Рязані, заступник Міністра оборони РФ генерал-полковник Юрій Садовенко передав Золоту зірку Героя вдові Сухарєва.[10]
- Медаль «За військову доблесть» 1-го ступеня
- Медаль Жукова
- Медаль «За повернення Криму»[9][неавторитетне джерело]
- Медаль «Генерал армії Маргелов»
- Медаль «За відзнаку у військовій службі» 3-го ступеня (10 років служби)[9][неавторитетне джерело]